# 줄무늬펭귄속
줄무늬펭귄속(Spheniscus)은 펭귄과를 이루는 여러 속의 하나이다. 줄무늬가 있는 것이 특징이다.

## 종류
- 마젤란펭귄 (Spheniscus magellanicus)
- 훔볼트펭귄 (Spheniscus humboldti)
- 갈라파고스펭귄 (Spheniscus mendiculus)
- 아프리카펭귄 (Spheniscus demersus)